# یوتون‌هایم
یوتون‌هایم (به زبان نروژی باستان: Jötunheimr) که همچنین با نام اوت‌گارد نیز شناخته می‌شود، در اساطیر اسکاندیناوی، یکی از نه بخش جهان در کیهان‌شناسی نورس و سرزمین یوتون‌ها، غول‌های یخی و سنگی است. یوتون‌هایم در بخش میانی کیهان‌شناسی نورس‌ها قرار داشت و توسط کوه‌های مرتفع و جنگل‌های انبوه از میدگارد، سرزمین انسان‌ها جدا شده بود. این سرزمین در مناطقی پوشیده از برف و خارجی‌ترین سواحل اقیانوس‌ها قرار داشت. یوتون‌هایم و آسگارد اقامتگاه ایزدان، بوسیلهٔ رود ایوینگ که هرگز یخ نمی‌بست از یکدیگر جدا می‌شدند. چاه الهام و آگاهی میمیر نیز در یوتون‌هایم، زیر ریشه‌های درخت جهان ایگدراسیل واقع شده‌است.
سرزمین یوتون‌هایم بیشتر شامل سنگ، بیابان‌ها و پوشیده از جنگل‌های انبوه است، و غول‌ها غذای مورد نیاز خود را از ماهی‌های رودخانه و حیوانات جنگل تأمین می‌نمودند چون زمین حاصلخیزی در یوتون‌هایم وجود نداشت. تمام این جهان از جسد اولین یوتون به نام یمیر، که توسط اودین و برادرانش کشته شده بود، به وجود آمده است. یوتون‌هایم توسط ثریم، پادشاه ترسناک غولان یخی فرمانروایی می‌شد. لوکی ایزد شرارت نیز زاده این سرزمین است، اما بعدها توسط آسیرها پذیرفته شده و در آسگارد ساکن شد. قلعه اوت‌گارد بسیار بزرگ بود به طوری که نوک آن به سختی قابل مشاهده بود و دور تا دور اقامتگاه غولان را پوشش داده بود. این قلعه توسط لوکی فرمانروایی می‌شد. قلعهٔ دیگر «گاستراپنیر» خانه ماده غولی به نام منگلاد بود.